# Marguerite-Zéolide Lecran
Marguerite-Zéolide Lecran, née à Bordeaux le 1er janvier 1819 et morte le 11 février 1897 dans le 9e arrondissement de Paris, est une artiste peintre française.

## Biographie
Portraitiste, peintre de genre et de sujets religieux, élève de François-Édouard Picot et d'Alexis-Nicolas Pérignon, elle débute au Salon de 1848 et y participe régulièrement jusqu'en 1880. On lui doit de nombreuses copies de grands maîtres comme Le Corrège, Le Pérugin ou Murillo.

## Œuvres
- Portrait de femme, 1877 (Voir)
- Sainte Famille aux anges, 1886, Église de Saint-Daunès (Lot)
- Le sommeil de Jésus
- La veillée
- Je suis l'agneau de Dieu
- La Sainte Famille, 1852, Mairie d'Ambert (Puy-de-Dôme)
- La Belle Jardinière, Mairie de Saint-Pierre-des-Nids
- La Vierge, l'Enfant-jésus et sainte Anne, 1869, Mairie de Laye
- Femme à sa toilette, 1889, Préfecture de la Corrèze, Tulle
- L'Annonciation, 1870, Mairie de Sainte-Foy-de-Peyrolières
- Sainte Catherine, Mairie de Rions
- Catherine de Mexico
- Chartreuse Sainte-Croix